# Atlas Coelestis

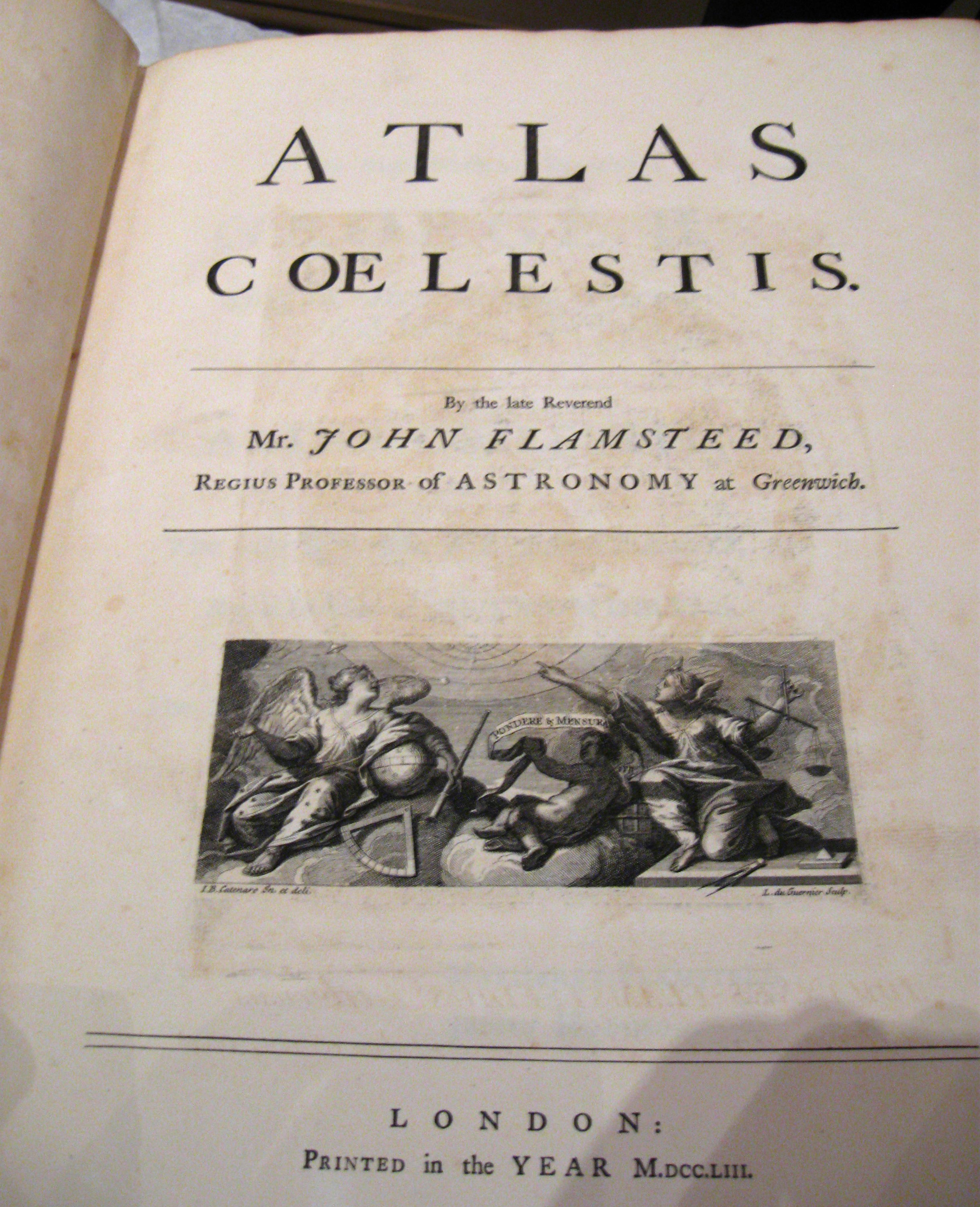
Atlas i Derby Museum and Art Gallery.

Atlas Coelestis är en tidig stjärnatlas, som publicerades 1729, tio år efter John Flamsteeds död. Den var den första atlasen som var baserad på teleskopobservationer. Den blev en standardbok för astronomer, och den användes i över hundra år. Kartorna i atlasen motsvarar Flamsteeds stjärnkatalog Historia Coelestis Britannica med 3 000 stjärnor, som publicerades 1725.
Atlas Coelestis var den största stjärnatlasen dittills. Egentligen var den så stor att den inte alltid var praktisk att använda, ty sidorna var 50 x 60 cm stora. Stjärnbilderna var inte heller lika vackra som i tidigare atlaser av Johann Bayer och Johannes Hevelius, men detaljer och noggrannhet var bättre än någonsin tidigare.